# Памятник в честь 300-летия дома Романовых
Памятник в честь 300-летия дома Романовых — монумент в честь 300-летия дома Романовых, заложенный в Костромском кремле. Задуман как сооружение высотой 36 м с 26 скульптурами исторических личностей и барельефами по кругу постамента, иллюстрирующими важнейшие события российской истории.

## История
Скульптурный ансамбль в Костроме должен был стать главным памятником 300-летию дома Романовых.
В 1903 году при подготовке к юбилею у гласных Костромской городской думы возникла мысль о создании в Костроме памятника-храма в честь этого события.

В виду предстоящего в 1913 году трёхсотлетия вступления на всероссийский престол первого царя из Дома Романовых, Костромская городская дума, преисполненная верноподданническими чувствами, прониклась желанием достойным образом увековечить память об этом великом историческом событии, которое в 1613 году было источником спасения для находившейся на краю гибели России, вознесённой под державным скипетром ныне царствующего Императорского дома на вершину благополучия и могущества.
…Наиболее соответствующим важности и историческому значению события было бы сооружение величественного памятника на берегу Волги на месте бывшего Кремля, в стенах коего находился осадный двор бояр Романовых.— Памятная записка Костромского городского головы Геннадия Ботникова московскому генерал-губернатору Великому князю Сергею Александровичу, 1 мая 1903 года

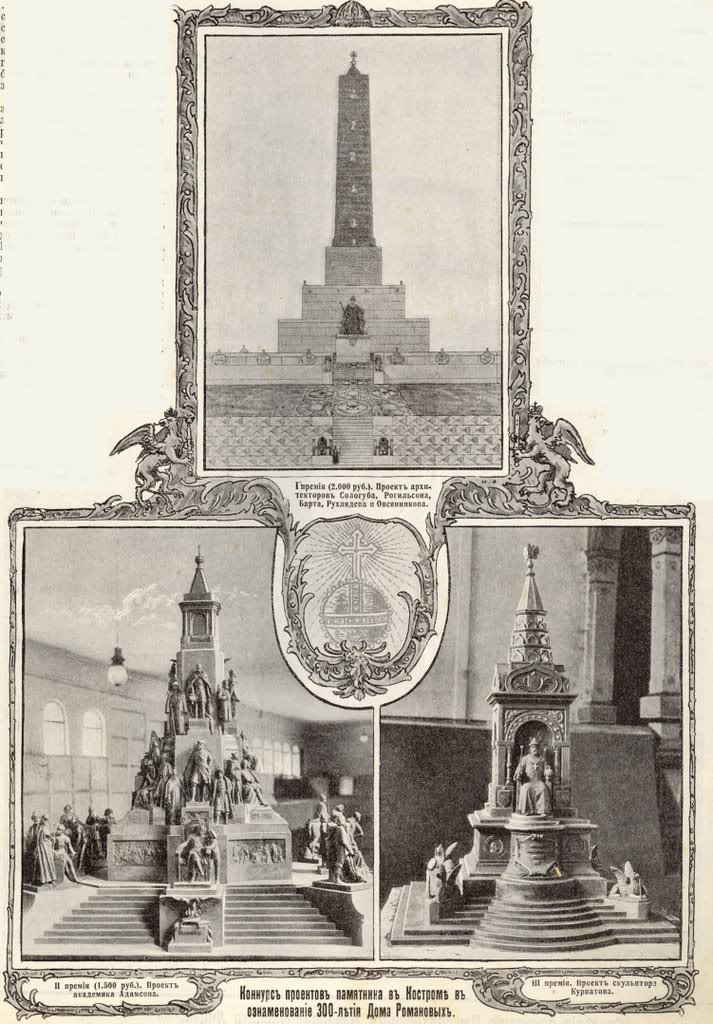
Проекты - победители конкурса 1911 года

Несколько лет шла работа по организации всероссийской подписки на средства для сооружения монумента, по выбору места для его установки. Комиссия в составе художников А. М. Опекушина, Л. Н. Бенуа, В. А. Беклемишева тоже рекомендовала выбрать для установки памятника высокий берег Волги на территории Костромского кремля, причем Л. Н. Бенуа указал на то обстоятельство, что «с этого места видна вся Волга, да и с Волги хорошо будет виден памятник — с трех сторон, что конечно не следует упускать из виду». В 1911 году Академия художеств провела конкурс проектов. Комитет по сооружению монумента выбрал работу скульптора А. И. Адамсона, занявшую второе место. Однако проект получил многочисленные замечания, в частности, автору пришлось упростить первоначальный слишком сложный и дорогостоящий вариант.
Проект памятника был утверждён в 1912 году, тогда же начаты работы над отдельными фигурами и сооружением постамента. Архитектором проекта был утверждён Сергей Александрович Власьев (1881—1936), автор стелы-обелиска в Александровском саду у стен Московского Кремля. Сам А. И. Адамсон обязался исполнить все художественно-скульптурные работы, подряд на облицовочные работы получило Петербургское акционерное общество «Гранит» (гранит Гангеутский красный № 8), отливку бронзовых фигур выполнила фирма К. Ф. Верфель, непосредственное руководство строительными работами осуществлялось инженером Большаковым. 

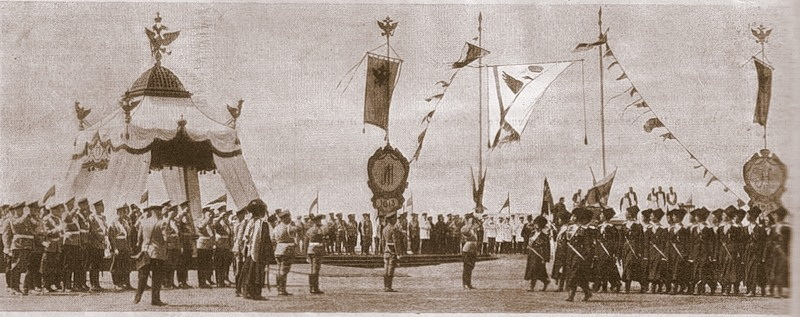
Парад войск после закладки памятника

Закладка памятника состоялась 20 мая 1913 года, во время торжественного празднования 300-летия дома Романовых в Костроме. Закладка состоялась в присутствии Николая II и его семьи, в торжественной обстановке при параде местных войск. Дата закладки монумента также была приурочена к 760-летию основания города.
Первая мировая война помешала завершению памятника. К 1916 году был возведён постамент, отлиты и доставлены в Кострому 20 из 28 предполагавшихся бронзовых фигур. Было установлено 2 фигуры, остальные остались в ящиках. После Февральской революции работы были окончательно остановлены, Адамсон уехал из России. Окружающие памятник строительные леса простояли заброшенными весь 1917-й и несколько первых месяцев 1918 года. После Первомая 1918 года губисполком создал комиссию «по переустройству памятника 300-летия дома Романовых в памятник Свободы», открытие которого предполагалось «в предстоящую годину октябрьской революции». Практических шагов не последовало. Большая часть доставленных в Кострому статуй находилась в ящиках возле постамента, меньшая — в парке бывшего губернаторского дома. После смерти В. И. Ленина в январе 1924 года постамент было решено использовать для установки памятника вождю. В конце 1924 или в первой половине 1925 года все скульптуры были отправлены на костромской завод «Рабочий металлист» в переплавку.

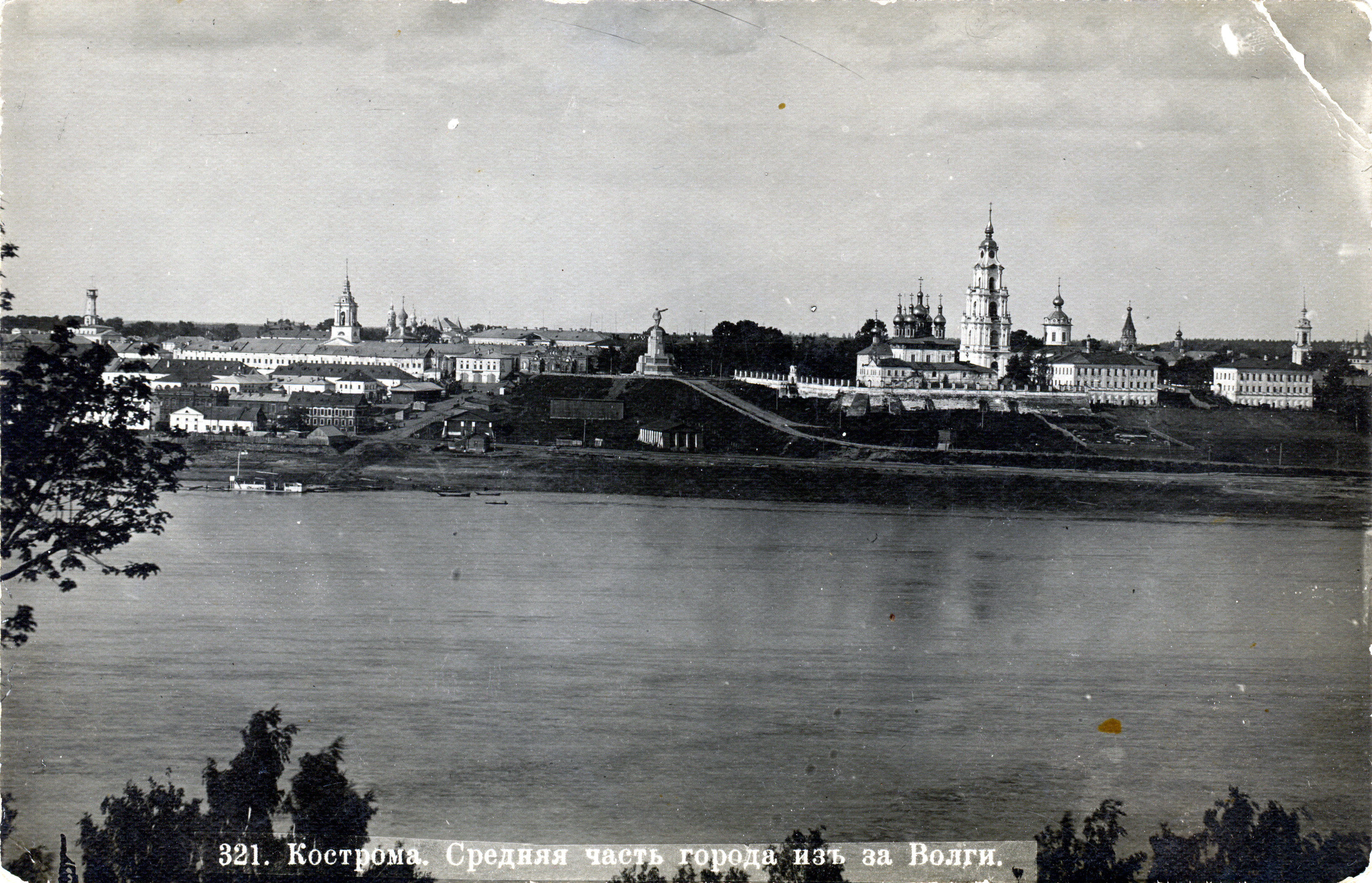
Вид на центральную часть Костромы из-за Волги (между 1928 и 1934 гг.)

К 1 мая 1928 года на постаменте, верхняя часть которого была разобрана, установили бетонную статую В. И. Ленина. 
В библиографических источниках приводится разный состав группы скульпторов, выполнявших фигуру Ленина, указываются, в частности: М. Листопад, З. Иванова, А. Лебедев, Д. Шварц.
К 1981 году бетон разрушился, и в 1982 году был установлен новый монумент из бронзы. Ленин представлен в традиционном образе вождя пролетариата, произносящего агитационную речь, смысл которой подчёркивается энергичным жестом правой руки.

## Описание памятника

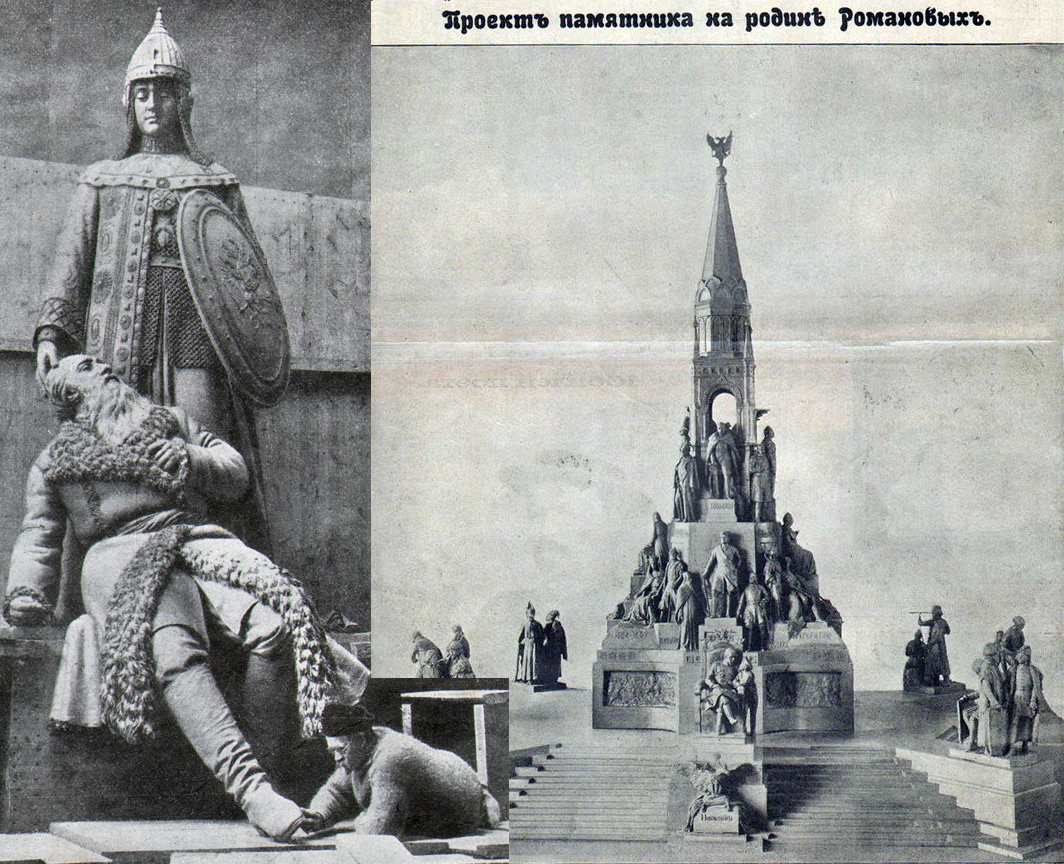
Адамсон за работой над композицией Ивана Сусанина и России

Согласно утверждённому в 1912 году проекту, памятник представлял собой грандиозный постамент-пьедестал в виде часовни — ступенчатой цилиндрической башни высотой в 17 саженей (36 метров) с многоярусным шатровым завершением, увенчанным двуглавым орлом. Уступы-ступени кольцевой формы предназначались для установки портретных фигур представителей царствующего дома и выдающихся людей, связанных с эпохой их правления: количество фигур непосредственно на постаменте — 18, общее количество фигур — 28. Памятник имел два главных фасада и две главные группы фигур. Среди них — родоначальник династии Михаил Фёдорович, его отец патриарх Филарет и мать инокиня Марфа; у подножия — умирающий Иван Сусанин, благословляемый аллегорической фигурой России; по сторонам — гражданин Минин и князь Пожарский; Пётр I, стоящий на фоне корабля, Александр II, держащий в руках Манифест об отмене крепостного права, Николай II с наследником Алексеем, склонившиеся над картой России.
Нижнюю часть памятника должны были украшать шесть рельефов с изображениями предсказания преподобным Геннадием Костромским возвышения Дома Романовых, призвания Михаила Фёдоровича на царство, освобождения крестьян от крепостной зависимости, Полтавской баталии, Бородинской битвы и обороны Севастополя.
В литературе приводятся разные сведения о количестве фигур (26 или 28), что связано с изменением первоначального проекта Адамсона: изображение Николая II с наследником Алексеем вначале планировалось разместить на барельефе, позже появилось решение о создании скульптурной композиции.

## Список фигур для памятника
1. Михаил Фёдорович
2. Алексей Михайлович
3. Феодор Алексеевич
4. Царевна Софья (сидящая)
5. Царь Иоанн Алексеевич
6. Пётр Великий
7. Екатерина I
8. Пётр II
9. Анна Иоанновна
10. Елизавета Петровна
11. Екатерина II
12. Пётр III
13. Павел I
14. Александр I
15. Николай I
16. Александр II
17. Александр III
18. Патриарх Филарет
19. Инокиня Марфа
20. Князь Пожарский
21. Гражданин Минин
22. Феофан Прокопович
23. Фельдмаршал Шереметев
24. Боярин Морозов
25. Россия
26. Иван Сусанин

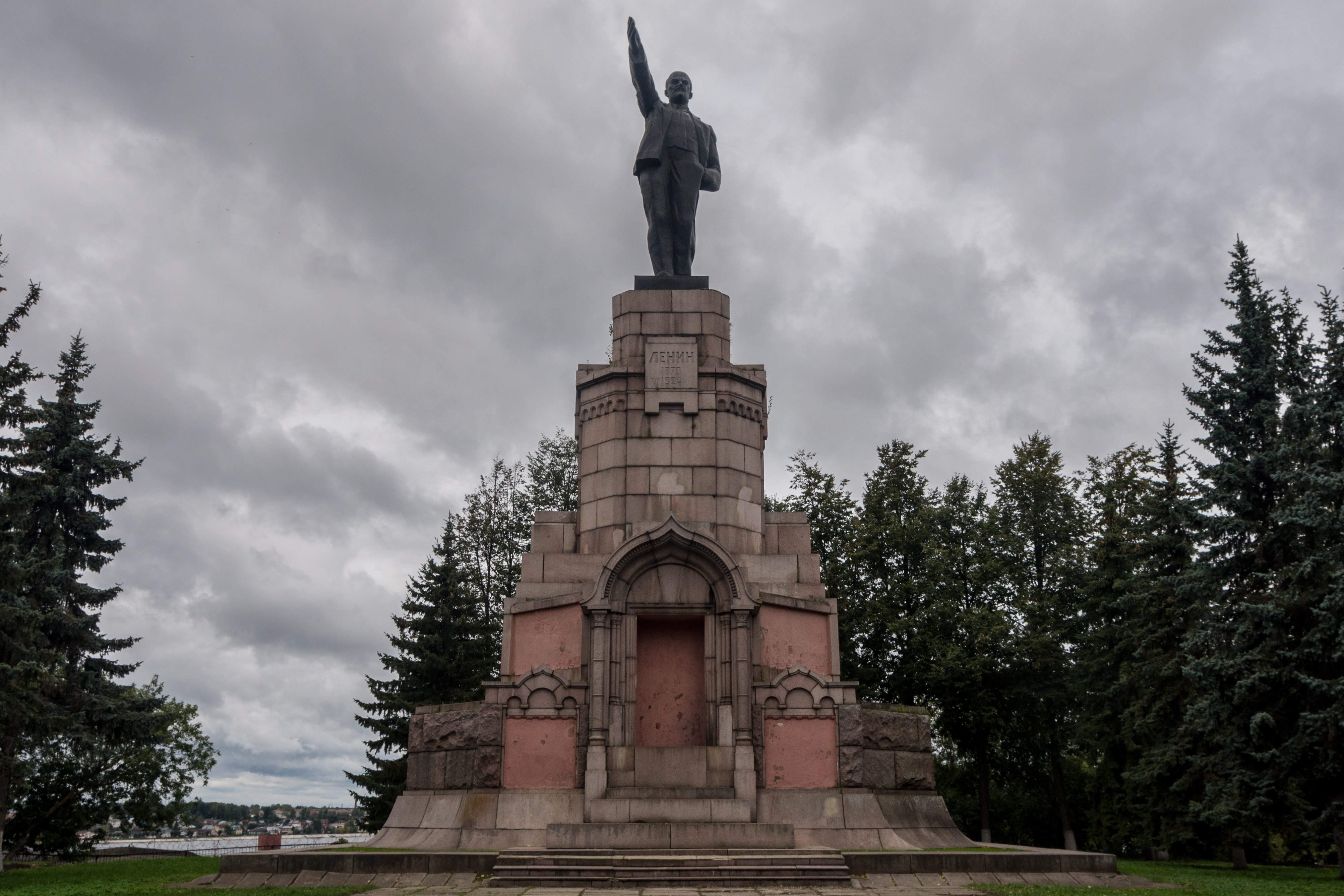
Памятник Ленину на постаменте романовского памятника, современный вид

Список составлен согласно «Общей смете по сооружению в гор. Костроме памятника…»
В списке не упомянуты скульптуры императора Николая II и цесаревича Алексея.